# ヤン1世スホラスティク
ヤン1世スホラスティク（Jan I Scholastyk, 1308年/1310年 - 1372年9月29日）は、オシフィエンチム公（在位：1324年 - 1372年）。ヴワディスワフ1世の一人息子、母はプウォツク公ボレスワフ2世の娘エウフロジナ。異称のスホラスティク（Scholastyk）は「スコラ学者」を意味する。

## 生涯
ヤンは父の一人息子だったが、子供の時は聖職者になるための教育を受けていた。1321年12月15日、ヤンはクラクフにおいてスコラ学者の役職を受けている。しかし、父が1324年に死ぬと、ヤン1世はオシフィエンチムを相続したため、必然的に還俗することを余儀なくされた。翌1325年までヤン1世は母エウフロジナの摂政を受けたが、1329年に死ぬまで母は公国の政治に影響を及ぼし続けた。
教会の聖職から離れたにもかかわらず、ヤン1世はクラクフのスコラ学者の地位から生じる歳入を受け続けており、これが教皇グレゴリウス11世に介入を受ける原因になった。ヤン1世は後に、この不正な詐取の罰金として5000グジヴナおよび500フローリンを支払っている。
外交においては、ヤン1世はルクセンブルク家の忠実な同盟者となった。1327年2月24日、他のシレジア諸公と共に、ヤン1世はオパヴァにおいてボヘミア王ヨハンに臣従を誓った。1336年にはラチブシュ公国がオパヴァ公国に併合されることに同意させられている。1355年、ヤン1世は叔父のチェシン公カジミェシュ1世とオレシニツァ公コンラト1世の間で起きたビトム公国の相続をめぐる紛争を解決するために、プラハで開かれた会議に出席した。ヤン1世の調停により、この問題は1369年には解決を見た。
それから3年後の1372年に亡くなり、オシフィエンチムのドミニコ会修道院に埋葬された。ヤン1世は教会に対して非常に寛容であり、亡くなった都市にプウォツクで開かれた地方の教会会議では、ポーランド国中が亡きヤン1世に対して祈りを捧げるよう呼びかけがなされた。

## 子女
名前不明の最初の妻との間に一人息子をもうけた。
1. ヤン2世（1344年/1351年 - 1376年2月19日）

1359年頃、プラウエンの代官ハインリヒ2世・フォン・ロイスの娘ザロメと再婚したが、子供を授かることはなかった。
| 先代 ヴワディスワフ1世 | オシフィエンチム公 1324年 - 1372年 | 次代 ヤン2世 |